# Governance multistakeholder
La governance multi-stakeholder (anche chiamata governance multipartecipativa) è un sistema di governo nuovo ed in evoluzione che prevede l'inclusione le parti interessate (stakeholders) nel processo decisionale e nella fase di implementazione di politiche volte alla gestione del bene comune. Questo sistema è basato sul principio di democrazia partecipativa, che prevede la legittimazione democratica del sistema decisionale attraverso il coinvolgimento delle parti interessate. In questo senso, l'eventuale decisione consensuale acquisisce più legittimità e può essere implementata in modo più efficace rispetto ad una decisione tradizionalmente presa unilateralmente. La governance multi-stakeholder viene applicata principalmente al contesto internazionale, dove si sta sviluppando maggiormente, mentre a livello nazionale, un sistema analogo si può identificare nei processi stakeholder engagement, consultazione pubblica e in quello che in Francia viene chiamato Débat Public (dibattito pubblico). A livello europeo, l’istituzione multi-stakeholder per eccellenza è il Comitato economico e sociale europeo, che, radunando esponenti dei 3 gruppi di interesse (Società civile, lavoratori e imprenditori), fornisce pareri che riflettono l’accordo consensuale delle tre parti su qualsiasi tema caldo o pezzo legislativo in procinto di essere adottato.
Il termine inglese governance indica quell’insieme di strutture, regole e politiche adottate da un governo. Questo termine è sempre più ricorrente in diversi campi di studio (economico, politico, amministrativo, ...), sia per il settore politico sotto analisi (Governo d'impresa, Politica pubblica, Politiche di governance, New public management...), sia per il livello governativo (locale, nazionale, europeo, internazionale). 
I portatori di interesse o parti interessate (stakeholder) possono essere vari soggetti appartenenti a diverse aree sociali, politiche, economiche. Essi rappresentano interessi diversi e possono essere multinazionali, governi, enti della società civile, accademici, leader di comunità, capi religiosi e altri gruppi istituzionali. Nel modello di governance multi-stakeholders, questi portatori di interesse collaborano per governare un'area fisica, sociale, economica o politica. 
Per essere definito “multi” stakeholders, questo tipo di governance deve comprendere due o più attori che rappresentano diversi interessi sociali, politici o economici. Altrimenti, questi gruppi decisionali che rappresentano un solo interesse sono generalmente un'associazione di categoria (tutti i gruppi di imprese), un organo multilaterale (tutti i governi), un ordine professionale (tutti gli studiosi), ecc. Quasi tutti gli enti che adottano il modello di governance multi-stakeholder hanno almeno una società multinazionale o un ente affiliato alle imprese e almeno un'organizzazione della società civile o un'alleanza di organizzazioni della società civile come membri chiave.
A livello globale, solo un numero limitato di organizzazioni e istituzioni ha adottato questo tipo di governance. In una serie di arene, le forze opposte stanno sfidando attivamente la legittimità, la responsabilità e l'efficacia di questi cambiamenti sperimentali nella governance globale.

## Sviluppo storico e teoria
La governance multistakeholder è stata sviluppata a partire da 3 teorie di management pubblico e privato preesistenti: Le teorie della gestione delle parti interessate (stakeholder management theory), della gestione dei progetti delle parti interessate (stakeholder project management theory) e delle agenzie governative delle parti interessate (stakeholder government agency theory) hanno tutte contribuito alla ondazione intellettuale della governance multi-stakeholder. Tuttavia, la storia e la teoria della governance multi-stakeholder si discosta da questi modelli in quattro modi essenziali. Le teorie precedenti descrivono come un'istituzione centrale (sia essa un'azienda, un progetto o un'agenzia governativa) dovrebbe impegnarsi in modo più formale con le istituzioni correlate (siano esse altre organizzazioni, istituzioni o società civile), mentre nella governance multi-stakeholder, l’elemento cruciale è il coinvolgimento di più parti interessate, che diventa prerogativa dell’amministrazione pubblica (ad esempio nella gestione ambientale, nella gestione di Internet o nell’uso delle risorse naturali). Quindi, questo tipo di governance non si basa su istituzioni preesistenti, ma sulla creazione di un processo decisionale consensuale ad hoc per ogni situazione. Correlato a questo primo punto vi è la seconda differenza: le teorie precedenti miravano a rafforzare un'istituzione preesistente. Nella governance multi-stakeholder, i gruppi di più parti interessate possono rafforzare le istituzioni associate ma possono anche emarginare le istituzioni o le funzioni degli organi di governance esistenti (ad es. le autorità competenti del governo, il sistema delle Nazioni Unite). La terza differenza riguarda il tipo di governance, che in questo caso è pubblica. Siccome le teorie precedenti sono principalmente rivolte a migliorare le operazioni delle multinazionali e alla gestione dei progetti, non affrontano la questione del coinvolgimento delle parti interessate nel processo decisionale della cosa pubblica. Infine, siccome l'istituzione preesistente disponeva di un proprio sistema decisionale funzionante, queste teorie non forniscono nessuna o limitata guida sulle regole interne di governance per i gruppi di multi-stakeholders autonomi.
Poiché questo sistema di governance multi-stakeholder è un sistema in evoluzione, buona parte della sua base teorica è una combinazione di teoria e pratica. La scrittura teorica più ampia e le proposte pratiche più dettagliate sono la Global Redesign Initiative (GRI) del Forum Economico Mondiale (World Economic Forum).

### Il contributo della Global Redesign Initiative del Forum Economico Mondiale
Il rapporto di 600 pagine intitolato "Everybody’s Business: Strengthening International Cooperation in a More Interdependent World" (Gli affari di tutti: rafforzare la cooperazione internazionale in un mondo più interdipendente) è una proposta per la riprogettazione della governance globale. Attraverso una serie di policy papers sulla governance multi-stakeholder scritti dagli autori di punte del Forum economico mondiale, il report propone una rimodellazione fondamentale del sistema di governance globale costruito dopo la seconda guerra mondiale. A questo fine, il report presenta anche una vasta gamma opzioni politiche specifiche per l’implementazione di un sistema di governance multi-stakeholder. 
Queste raccomandazioni mostrano come questo nuovo di sistema di governance sia adatto a rispondere a diverse crisi globali attuali e riguardano politiche internazionali dirette alla gestione dei flussi di investimento; dei sistemi educativi; del rischio finanziario sistemico; della filantropia e degli investimenti sociali; delle multinazionali emergenti; degli stati fragili; dell’imprenditoria sociale; della sicurezza energetica; della cooperazione internazionale in materia di sicurezza; delle miniere e dei metalli; del futuro dei governi; della governance degli oceani; e dei valori etici. Ciò che distingue la proposta del Forum Economico Mondiale è che è nata da uno sforzo cooperativo di oltre 750 esperti delle comunità imprenditoriali, governative e accademiche internazionali che lavorano in sessanta task force separate per un anno e mezzo.
Il Forum Economico Mondiale ha cinquant'anni di esperienza nella convocazione di importanti parti interessate delle comunità politica, economica, culturale, della società civile, degli ordini religiosi e di altre comunità per discutere dei possibili futuri sviluppi della governance globale. Come hanno osservato i tre co-presidenti nella loro introduzione al rapporto GRI: "È giunto il momento per un nuovo paradigma di governance internazionale basato su il paradigma di coinvolgimento delle parti interessate, analogo a quello proposto dalla stakeholder theory of corporate governance, su cui è stato fondato lo stesso Forum economico mondiale".
Questo processo di teorie combinati con la teoria derivata dalla pratica si è verificato anche nel sistema delle Nazioni Unite, in commissioni indipendenti a livello globale, in dibattiti sulla governance di Internet e in quegli enti privati che definiscono serie di standard etici e ambientali.

### I contributi degli organismi intergovernativi delle Nazioni Unite
Lo sforzo delle Nazioni Unite per definire la governance multi-stakeholder inizia ufficialmente con la Conferenza mondiale sull'ambiente e lo sviluppo del 1992 (più comunemente nota come Conferenza di Rio). In quell’occasione i governi hanno creato nove grandi gruppi non statali per prendere parte nel processo intergovernativo ufficiale. Dieci anni dopo, a Johannesburg, la conferenza di follow-up, il summit mondiale sullo sviluppo sostenibile,  creò un nuovo processo di implementazione della governance multistakeholder chiamato “type II conference outcomes” (risultati della conferenza di tipo II), in cui società transnazionali, ONG e governi si sono impegnati a lavorare insieme per attuare una sezione specifica del rapporto della conferenza. 
In uno sforzo separato, l’Assemblea Generale delle Nazioni Unite ha pubblicato una serie di risoluzioni sui partenariati. La prima risoluzione (2002) ha attirato "l'attenzione degli Stati membri sulle iniziative multi-stakeholder, in particolare l'iniziativa Patto mondiale delle Nazioni Unite, l'Alleanza globale per i vaccini e le immunizzazioni, il processo di dialogo multi-stakeholder della Commissione delle Nazioni Unite per lo sviluppo sostenibile e l’Information and Communication Technologies Task Force delle Nazioni Unite ". Nel corso dei successivi 17 anni, I governi hanno continuato ad elaborare il concetto di governance multi-stakeholder e questa evoluzione ha portato all’adozione di 8 risoluzioni in materia.
Nella più recente risoluzione sul partenariato (2019), i governi hanno identificato una serie di principi che dovrebbero definire un partenariato con più parti interessate, o multi-stakeholder. I governi “insistono sul fatto che i principi e gli approcci che regolano tali partenariati e accordi dovrebbero essere basati sulle solide fondamenta degli scopi e dei principi delle Nazioni Unite, come stabilito nello Statuto delle Nazioni Unite ... [Un partenariato dovrebbe] avere uno scopo comune, essere trasparente, non conferire vantaggi ingiusti a qualsiasi partner delle Nazioni Unite, offrire vantaggio reciproco e rispetto reciproco, identificare le responsabilità, rispettare le modalità delle Nazioni Unite, avere una rappresentanza equilibrata dei partner pertinenti dei paesi sviluppati e in via di sviluppo e dei paesi con economie in transizione, e non compromettere l'indipendenza e la neutralità del sistema delle Nazioni Unite in generale e delle sue agenzie in particolare ".
Nella stessa risoluzione, l’ONU afferma che sono i Governi a definire lo "scopo comune" e il "mutuo vantaggio e rispetto" dei partenariati volontari e dei "rapporti di collaborazione tra varie parti, sia pubbliche che non pubbliche, in cui tutti i partecipanti concordano di lavorare insieme per raggiungere uno scopo comune o svolgere un compito specifico e, come concordato di comune accordo, condividere rischi e responsabilità, risorse e benefici ".

### Contributi delle organizzazioni della società civile coinvolte nel sistema delle Nazioni Unite
Le organizzazioni della società civile hanno avuto una serie di scambi paralleli ma distinti sulla teoria e sulla pratica della governance multi-stakeholder. Due elementi della definizione di governance multi-stakeholder che non sono centrali nel dibattito intergovernativo sono stati (1) la connessione tra democrazia e governance multi-stakeholder e (2) la valutazione dell'efficienza e dell'efficacia dei progetti multi-stakeholder.
Dodds, uno dei fondatori dello Stakeholder Forum, sostiene che "coinvolgere le parti interessate nel processo decisionale le rende più propense a collaborare tra loro e con i governi a tutti i livelli per contribuire a mantenere gli impegni associati agli accordi [adottati a livello intergovernativo]". In questa prospettiva, l'evoluzione della governance multi-stakeholder segna una trasformazione positiva da democrazia rappresentativa a democrazia partecipativa basata sugli stakeholder. 
Il rapporto del Transnational Institute (TNI) di Amsterdam sui processi multi-stakeholder ha una prospettiva diversa. Ritiene che la democrazia sia a rischio per la governance di più parti interessate. TNI nota come la mancanza di un legittimo processo di selezione pubblica per le parti interessate possa genere una asimmetria di potere tra le categorie di "parti interessate", in particolare le società transnazionali e le comunità. Inoltre, il rapporto pone l’accento sull'intrusione di interessi commerciali nel processo decisionale internazionale formale in contrasto con lo sviluppo di un sistema democratico rappresentativo a livello globale. Harris Gleckman, associato di TNI e ricercatore presso il Center for Governance and Sustainability, UMass-Boston, affronta altri argomenti sul carattere intrinsecamente non democratico della governance multi-stakeholder.

### I contributi delle commissioni internazionali
La Commissione per la governance globale (Commission for the Global Governance 1991-1994), il processo di Helsinki per la globalizzazione e la democrazia (Helsinki Process on Globalisation and Democracy 2003-2007) e la Commissione mondiale sulle dighe (World Commission on Dams 1998-2001) hanno tutte affrontato l'evoluzione del concetto di multi-stakeholder come forza nella governance globale.
Ad esempio, la World Commission on Dams (WCD) è stata istituita nel 1998 come organismo multi-stakeholder globale dalla Banca mondiale e dall’Unione internazionale per la conservazione della natura (IUCN) in risposta alla crescente opposizione ai grandi progetti di dighe. I dodici membri della Commissione provenivano da ambienti diversi rappresentando così un ampio spettro di interessi coinvolti nella costruzioni di grandi progetti di dighe, includendo governi, organizzazioni non governative (ONG), aziende che operano nel settore, e movimenti di base (grassroot movements), multinazionali, accademici, associazioni di settore e consulenti.
Nel rapporto finale del WCD, il presidente, il professor Kader Asmal, ha descritto le opinioni dei commissari sulla governance multi-stakeholder. Ha scritto "Siamo una Commissione per curare le ferite profonde e autoinflitte ovunque e ogniqualvolta troppo pochi determinano per troppi il modo migliore per sviluppare o usare le risorse idriche ed energetiche. Questo costituisce spesso la natura del potere, e la motivazione di coloro che lo mettono in discussione. Più recentemente, i governi, l'industria e i fondi internazionali per lo sviluppo sono stati sfidati in tutto il mondo per aver deciso il destino di milioni senza includere i poveri, o anche la maggioranza popolare dei paesi che credono di aiutare. Per conferire legittimità a tali decisioni epocali, il vero sviluppo deve essere incentrato sulle persone, nel rispetto del ruolo dello stato di mediazione e spesso di rappresentanza dei loro interessi ... non sosteniamo la globalizzazione come guidata dall'alto da alcuni uomini. Sosteniamo la globalizzazione come guidata dal basso, da tutti, un nuovo approccio alla politica e allo sviluppo globali delle risorse idriche ".

### Contributi di soggetti chiave nella governance di Internet
Il ruolo dei processi multi-stakeholder nella governance di Internet ha dominato il vertice mondiale sulla società dell'informazione (World Summit on the Information Society – WSIS, 2003-2005). Tuttavia, il vertice non è riuscito ad affrontare in modo soddisfacente il problema del divario digitale nei paesi in via di sviluppo.
Il risultato finale del vertice, la Tunis Agenda (2005), presenta un particolare tipo di modello multi-stakeholder per la governance di Internet, in cui, su sollecitazione degli Stati Uniti, è stata delegata la funzione chiave dell'amministrazione e della gestione della denominazione e degli indirizzi al settore privato (Internet Corporation for Assigned Names and Numbers, ICANN). Questa politica statunitense di utilizzo di processi multi-stakeholder per favorire la privatizzazione di funzioni tradizionalmente svolte da agenzie governative è stata ben espressa in una dichiarazione del 2015 di Julie Napier Zoller, un alto funzionario del Bureau of Economic and Business Affairs del Dipartimento di Stato americano. Ha sostenuto che "Ogni incontro, che è arricchito dalla partecipazione di più parti interessate, costituisce un esempio e un precedente che apre le porte alla partecipazione di più parti interessate in riunioni e forum futuri".

## Definizione di uno stakeholder per la governance multistakeholder
Esistono generalmente definizioni accettate "stakeholder,” o parti interessate, nella management theory e processi di selezione delle parti interessate generalmente riconosciuti nella teoria del project management theory. Tuttavia, non esiste una definizione comunemente accettata di stakeholder, né un processo univoco comunemente accettato per designare le "parti interessate" nel processo di governance multi-stakeholders. In una democrazia, esiste solo una categoria elementare per il processo decisionale pubblico, il "cittadino". A differenza del concetto di "cittadino" nella teoria della governance democratica, il concetto di "stakeholder", nella teoria e nella pratica della governance multi-stakeholder, rimane instabile e ambiguo.
Nella governance multi-stakeholder esistono tre livelli di definizioni di stakeholder: (1) la definizione di "categoria di stakeholder" (ad es. Business); (2) la definizione o la specifica per la selezione di organizzazioni o istituzioni all'interno di una "categoria di parti interessate" (ad esempio microimprese); e (3) la definizione o la specifica per la selezione di una singola persona per rappresentare un'organizzazione o istituzione designata all'interno di una categoria di stakeholder (ad es. il CEO, il funzionario per gli affari esterni o un membro del personale
professionale). In pratica, non è insolito che i fondatori di un gruppo multi-stakeholder scelgano un individuo chiave come membro di un gruppo multi-stakeholder e quindi classifichino retroattivamente quell'individuo e / o l'organizzazione dell'individuo in una categoria di definizione appropriata.

### Molteplici definizioni di categorie di stakeholders all'interno del sistema delle Nazioni Unite
Alla conferenza delle Nazioni Unite di Rio del 1992 (Summit della Terra), i governi accettarono formalmente nove gruppi principali come categorie di stakeholder. I gruppi principali designati erano i seguenti: donne, bambini, giovani, popoli indigeni, organizzazioni non governative, autorità locali, lavoratori e sindacati, imprese e industria, comunità scientifica e tecnologica e agricoltori. Due decenni dopo, l'importanza e l'efficacia del coinvolgimento di questi nove settori della società è stato ribadito dalla Conferenza delle Nazioni Unite sullo sviluppo sostenibile (anche chiamata Rio+20). Tuttavia, la conferenza aggiunse altre parti interessate, tra cui comunità locali, gruppi di volontari e fondazioni, migranti e famiglie, così come le persone anziane e le persone con disabilità. Successivamente, i governi hanno anche aggiunto nella categoria stakeholder anche organizzazioni filantropiche private, enti educativi e accademici e altre parti interessate attive in settori legati allo sviluppo sostenibile. La designazione "Gruppi principali" è ora citato come "grandi gruppi e altri stakeholder".[ii]
Il sistema di governance dell'Organizzazione internazionale del lavoro (OIL) funziona con solo tre costituzioni: "lavoratori", "affari" e "governo". In questo accordo tripartito, lavoratori e imprese sono sullo stesso piano dei governi. 
Il comitato per la sicurezza alimentare mondiale (CFS) ha diverse categorie principali: "Membri", "Partecipanti" e “osservatori'. Il CFS si considera come "la piattaforma internazionale e intergovernativa più inclusiva per tutte le parti interessate a lavorare insieme, per garantire la sicurezza alimentare e l'alimentazione per tutti ". La categoria dei “partecipanti” comprende una varietà di attori sociali: (a) agenzie e organismi delle Nazioni Unite, (b) società civile e organizzazioni non governative e loro reti, (c) sistemi internazionali di ricerca agricola, (d) istituzioni finanziarie internazionali e regionali, (e) rappresentanti di associazioni del settore privato e (f) fondazioni filantropiche.

### Le molteplici definizioni di “stakeholder” al di fuori del sistema delle Nazioni Unite (esempi selezionati)
A differenza delle molteplici definizioni all'interno del sistema delle Nazioni Unite, le categorie di stakeholder per i gruppi multi-stakeholder autonomi vengono generalmente definite in base agli “interessi” che ciascuna categoria rappresenta. 
L'Organizzazione internazionale per la normazione (ISO) definisce una persona o un gruppo di stakeholder "come un individuo o gruppo di individui che ha/hanno un interesse in qualsiasi decisione o attività di un'organizzazione" (ISO 26000). Minu Hemmati, co-fondatore di Multistakeholder Processes institute, un’organizzazione internazionale che lavora per supportare e promuovere processi multi-stakeholder di alta qualità, definisce le parti interessate come "coloro che hanno un interesse in una determinata decisione, sia come individui o rappresentanti di un gruppo. Ciò include le persone che influenzano una decisione o possono influenzarla, così come quelli per cui questa decisione avrà un impatto sulle loro vite.”
L'associazione commerciale degli organismi internazionali che si occupano di definire gli standard sociali ed ambientali, ISEAL Alliance, definisce i gruppi di stakeholder come quelli "che potrebbero avere un interesse per lo standard o che potrebbero essere interessati dalla sua attuazione e fornisce loro meccanismi di partecipazione adeguati e accessibile ".

### Le molteplici definizioni di “stakeholder” utilizzate per selezionare organizzazioni all’interno delle categorie individuali di stakeholders.
Anche per quanto riguarda il processo di selezione degli stakeholder, non esiste inoltre una definizione unica, globalmente riconosciuta come tale per definire quali singole organizzazioni possono "rappresentare" una determinata categoria di stakeholder in un determinato gruppo di multi-stakeholder. Ad esempio, la categoria "governo" può comprendere uffici governativi a livello nazionale, regionale, provinciale, comunale; o a livello internazionale: organizzazioni intergovernative regionali (ad es. L’Unione Europea), segretariati intergovernativi (ad es. FAO, OMS); o includere membri di parlamenti, organismi di regolamentazione, consulenti tecnici esperti in dipartimenti governativi specifici e tribunali. la categoria "società civile", invece, potrebbe coinvolgere analogamente organizzazioni non statali a livello internazionale, regionale e nazionale, movimenti sociali, enti religiosi, associazioni professionali, organizzazioni di sviluppo, gruppi umanitari o ONG ambientali. Mentre la categoria delle imprese potrebbe significare società multinazionali, medie imprese nazionali, piccole e micro-imprese locali, associazioni a livello internazionale, nazionale o locale; le imprese dei paesi in via di sviluppo, le imprese che puntano alla valorizzazione di minoranze, o imprese green globali. Quando gli "accademici" sono una categoria di soggetti interessati, i membri della categoria potrebbero essere sociologi, fisici, filosofi, esperti ambientali, professori di religione, avvocati, amministratori universitari o associazioni professionali affiliate al lavoro accademico. 

### Varietà di definizioni e procedure per selezionare le persone per rappresentare l'organizzazione individuata come portatrice di interesse all'interno di una categoria designata
Ogni organizzazione designata per "rappresentare" una categoria di stakeholder può utilizzare il proprio metodo per selezionare un individuo a partecipare a un gruppo di stakeholder. 
Avere un individuo di una determinata organizzazione che partecipa in un gruppo multi-stakeholder non significa necessariamente che l'organizzazione a cui appartiene (sia essa un'azienda, un'organizzazione della società civile o a governo) sia di per sé a bordo.
La partecipazione di un determinato individuo può anche significare che solo un determinato ufficio o dipartimento ha scelto di lavorare con quel gruppo multi-stakeholder. All'individuo in questione potrebbe essere stata concessa l'autorizzazione a collaborare con un determinato gruppo multi-stakeholder, a condizione che sia autorizzato a partecipare con le proprie capacità personali, professionali o che sia formalmente designato per rappresentare un'organizzazione specifica.
Questa ambiguità tra l'impegno dell'istituzione nel suo insieme e la partecipazione di un rappresentante di uno specifico ufficio o agenzia può influire su diversi ruoli all'interno e all'esterno del gruppo multi-stakeholder. Il gruppo multi-stakeholder potrebbe apprezzare la possibilità di affermare pubblicamente che x governi o y società transnazionali fanno parte del gruppo multi-stakeholder al fine di ottenere un maggiore riconoscimento politico-economico. Internamente, gli altri partecipanti possono credere che le capacità istituzionali e risorse finanziarie dell'organizzazione in questione possano essere disponibili per raggiungere gli obiettivi del gruppo multi-stakeholder.

### Problemi di governance nell'uso del termine "stakeholder"
Non vi è alcuno sforzo internazionale in corso per standardizzare il concetto "stakeholder" nel contesto della governance multi-stakeholder, né vi sono sforzi internazionali per standardizzare la procedura per designare un'organizzazione o un individuo all'interno di una determinata categoria di stakeholder. 
A differenza dell'uso di "stakeholder" nella management theory e nella project management theory, ci sono alcuni fattori demografici, politici e sociali che possono influire sull'uso del concetto di "stakeholder" nella governance multi-stakeholder. Tra i problemi identificati ci sono (a) la difficoltà di bilanciare la rappresentazione di genere, classe, etnia e geografia in un dato gruppo multi-stakeholder; (b) i potenziali conflitti di interessi tra le "imprese" stakeholder e loro mercati commerciali; (c) le asimmetrie di potere che pervadono le relazioni tra le diverse categorie di parti interessate e le diverse organizzazioni che rappresentano le categorie di stakeholder all'interno di un gruppo multi-stakeholder; e (d) la mancanza di una struttura di revisione o di un meccanismo giudiziario per revisionare la selezione delle categorie di parti interessate, organizzazioni delle parti interessate all'interno di una categoria o selezione della persona che rappresenta organizzazione interessata.